# Могильный холм (фильм)
«Могильный холм» — итальянский фильм ужасов 1981 года режиссёра Андреа Бьянки. Премьера фильма состоялась 23 января 1981 года.

## Сюжет
Изучая культуру и жизнь этрусков профессор Эйрс случайным образом оживляет мертвецов, которые, недолго думая, съедают профессора, однако на этом мертвецы не останавливаются и желают человеческого мяса всё и больше. В это самое время в особняк приезжает группа людей, в том числе мальчик Майкл. Мертвецы начинают свою погоню за прибывшими.

## В ролях
- Карин Уэлл — Жанет
- Джанлуиджи Кирицци — Марк
- Симона Маттиоли — Джеймс
- Антонелла Антинори — Лесли
- Роберто Капорали — Джордж
- Питер Барк — Майкл
- Клаудио Дзуккет — Николас
- Анна Валенте — Кэтлин
- Раймондо Барбьери — профессор Эйрс
- Марианджела Джордано — Эвелин

## Факты
- Спецэффекты к фильму создавал Джино ди Росси, известный по своей работе с режиссёром Лучо Фульчи.
- В период съёмок фильма актриса Марианджела Джордано была замужем за продюсером Габриэлем Крисанти.